# Архипов, Алексей Алексеевич
Алексе́й Алексе́евич Архи́пов (24 марта 1983, Москва, СССР) — российский футболист, полузащитник.

## Карьера

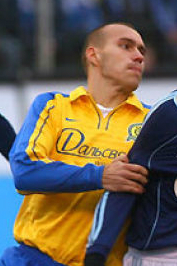
В составе «Луча-Энергии»

Занимался футболом с 7 лет. Воспитанник московской СДЮСШОР № 63 «Смена», первый тренер — Павел Викторович Юрцев. До 2004 года играл за московское «Динамо». За клуб провёл 2 матча: в Премьер-лиге 3 августа 2002 года против московского «Спартака» (0:1) и в Кубке 14 октября 2003 года против «Волгаря» (5:1). В 2004—2007 годах являлся игроком клуба «Луч-Энергия». В 2008 году стал игроком «Витязя». В 2010 году пополнил ряды «Краснодара», но, проведя всего лишь один матч на Кубок 1 июля против клуба «Жемчужина-Сочи» (1:0), 26 июля был отдан в аренду «Шиннику». В 2011 году вернулся в «Витязь», где завершил карьеру в 2013 году.
В Премьер-лиге провёл 27 матчей, забил 2 мяча.

## Статистика

### Клубная
| Выступление       | Выступление      | Выступление      | Чемпионат | Чемпионат | Кубки | Кубки | Еврокубки | Еврокубки | Итого | Итого |
| Клуб              | Лига             | Сезон            | Игры      | Голы      | Игры  | Голы  | Игры      | Голы      | Игры  | Голы  |
| ----------------- | ---------------- | ---------------- | --------- | --------- | ----- | ----- | --------- | --------- | ----- | ----- |
| Динамо (Москва)   | Премьер-лига     | 2002             | 1         | 0         | 0     | 0     | 0         | 0         | 1     | 0     |
| Динамо (Москва)   | Премьер-лига     | 2003             | 0         | 0         | 1     | 0     | 0         | 0         | 1     | 0     |
| Динамо (Москва)   | Итого            | Итого            | 1         | 0         | 1     | 0     | 0         | 0         | 2     | 0     |
| Луч-Энергия       | 1 Дивизион       | 2004             | 3         | 1         | 0     | 0     | —         | —         | 3     | 1     |
| Луч-Энергия       | 1 Дивизион       | 2005             | 34        | 2         | 3     | 1     | —         | —         | 37    | 3     |
| Луч-Энергия       | Премьер-лига     | 2006             | 23        | 2         | 3     | 0     | —         | —         | 26    | 2     |
| Луч-Энергия       | Премьер-лига     | 2007             | 3         | 0         | 1     | 0     | —         | —         | 4     | 0     |
| Луч-Энергия       | Итого            | Итого            | 63        | 5         | 7     | 1     | 0         | 0         | 70    | 6     |
| Витязь (Подольск) | 1 Дивизион       | 2008             | 17        | 3         | 1     | 0     | —         | —         | 18    | 3     |
| Витязь (Подольск) | 1 Дивизион       | 2009             | 27        | 4         | 0     | 0     | —         | —         | 27    | 4     |
| Краснодар         | 1 Дивизион       | 2010             | 0         | 0         | 1     | 0     | —         | —         | 1     | 0     |
| Краснодар         | Итого            | Итого            | 0         | 0         | 1     | 0     | 0         | 0         | 1     | 0     |
| → Шинник          | 1 Дивизион       | 2010             | 12        | 1         | 0     | 0     | —         | —         | 12    | 1     |
| → Шинник          | Итого            | Итого            | 12        | 1         | 0     | 0     | 0         | 0         | 12    | 1     |
| Витязь (Подольск) | 2 Дивизион       | 2011/12          | 27        | 1         | 2     | 0     | —         | —         | 29    | 1     |
| Витязь (Подольск) | 2 Дивизион       | 2012/13          | 26        | 7         | 2     | 1     | —         | —         | 28    | 8     |
| Витязь (Подольск) | Итого            | Итого            | 97        | 15        | 5     | 1     | 0         | 0         | 102   | 16    |
| Всего за карьеру  | Всего за карьеру | Всего за карьеру | 173       | 21        | 14    | 2     | 0         | 0         | 187   | 23    |

### Участие в турнирах Высшей категории
| № | Турнир       | Матчи | Голы | Ассисты | Предупреждён | Yellow card · Yellow-red card | Red card |
| - | ------------ | ----- | ---- | ------- | ------------ | ----------------------------- | -------- |
| 1 | Премьер-лига | 27    | 2    | 3       | 6            | —                             | —        |
| 2 | Кубок России | 14    | 2    | —       | —            | —                             | —        |

Итого: сыграно матчей: 41. Забито мячей: 4. «Асситы»: 3.

## Достижения
- Победитель Первого дивизиона: 2005
- Бронзовый призёр зоны «Центр» Второго дивизиона: 2011/12